# Kuldīgas iela

Kuldīgas iela est une rue du district de Kurzeme à Rīga en Lettonie.

## Présentation
La Kuldīgas iela est une rue du quartier de Zasulauks. 
La Kuldīgas iela commence à l'intersection avec la Daugavgrīvas iela et se termine à l'intersection avec Tapešu iela près de la gare de Zasulauks, en traversant la Slokas iela et Vīlipa iela. 
La longueur totale de la rue est de 1,7 kilomètres et elle se compose de 2 voies de circulation. 
Dans la section allant de la rue Daugavgrīvas iela à la rue Gregoras iela, la rue est asphaltée. La partie de la rue allant de la rue Gregoras iela à la rue Tapešu iela est pavée.
La rue porte le nom de la ville de Kuldīga.

## Bâtiments
- Kuldīgas iela 9A - Ancienne école professionnelle de construction de Riga n° 19 (1966-1967), aujourd'hui le bâtiment de l'université Stradiņš.
- Kuldīgas iela 19 - Immeuble d'habitation en bois (1904, architecte Alfred Aschenkampf).
- Kuldīgas iela 24 - Ancien immeuble d'habitation (1911, architecte E. Laube), restauré en 2014.
- Kuldīgas iela 29 - Immeuble résidentiel en bois de la Société lettone de crédit mutuel de Ventspils (1912).

- Kuldīgas iela 32 - Ancien immeuble d'habitation avec commerces (années 1910).
- Kuldīgas iela 45A Construction en bois de la station thermale du docteur en médecine Schneider (1869).
- Kuldīgas iela 45B - Ancien orphelinat Petrovsky (1910-1912[2]
- Kuldīgas iela 50 - L'écrivain Zenta Mauriņa y a vécu de 1938 à 1944.

## Transports
- Tram: 2

## Galerie

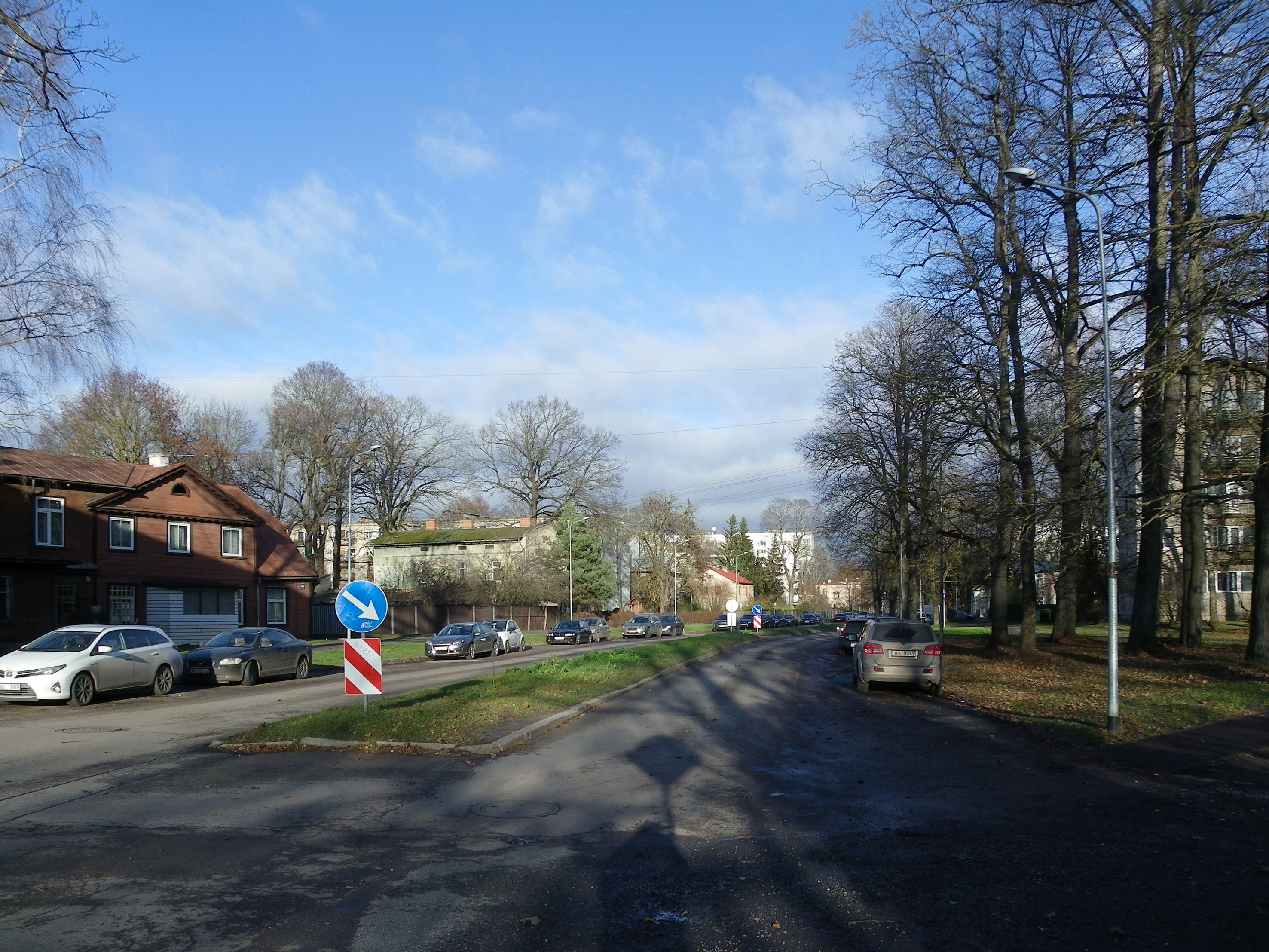
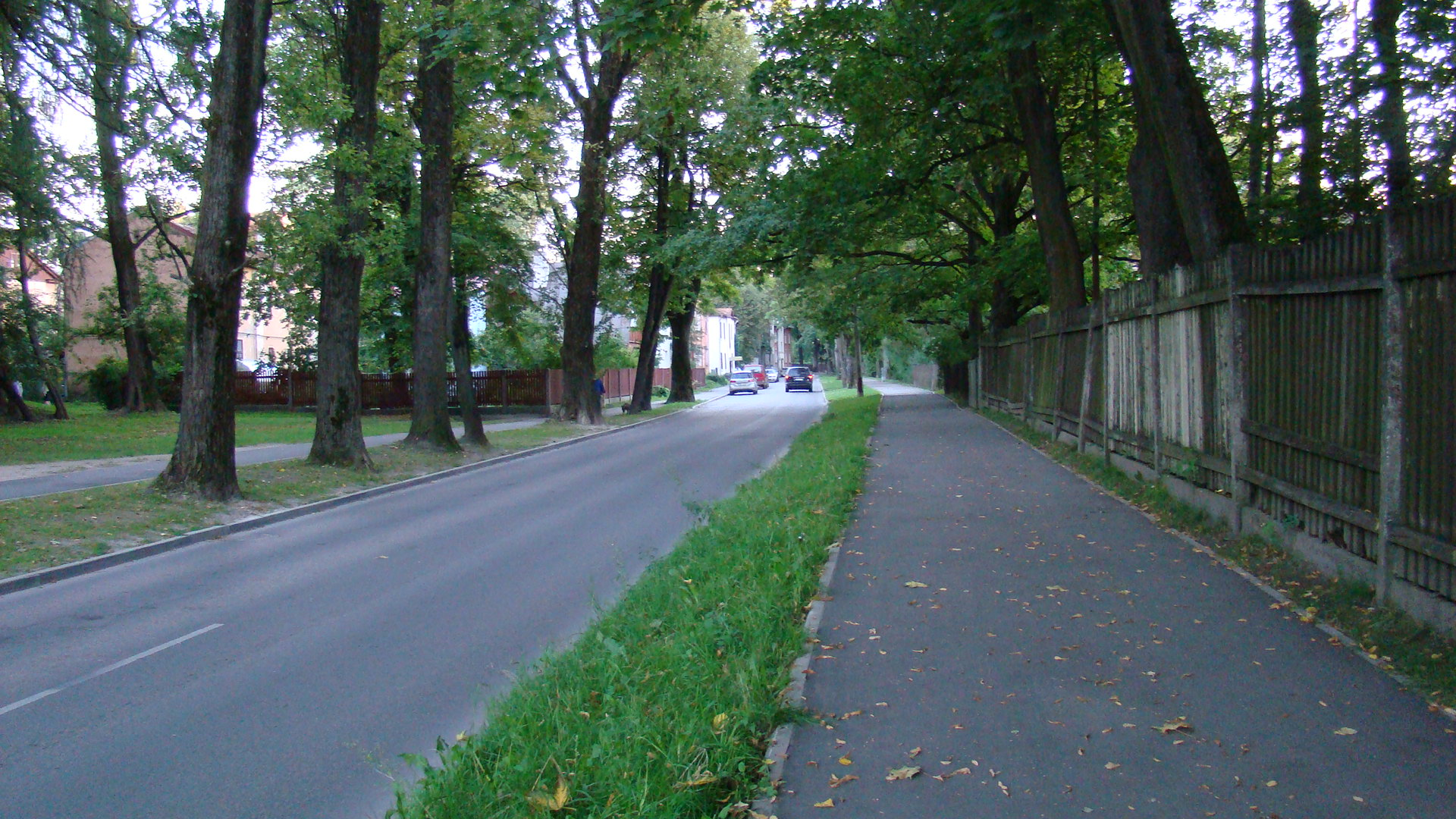
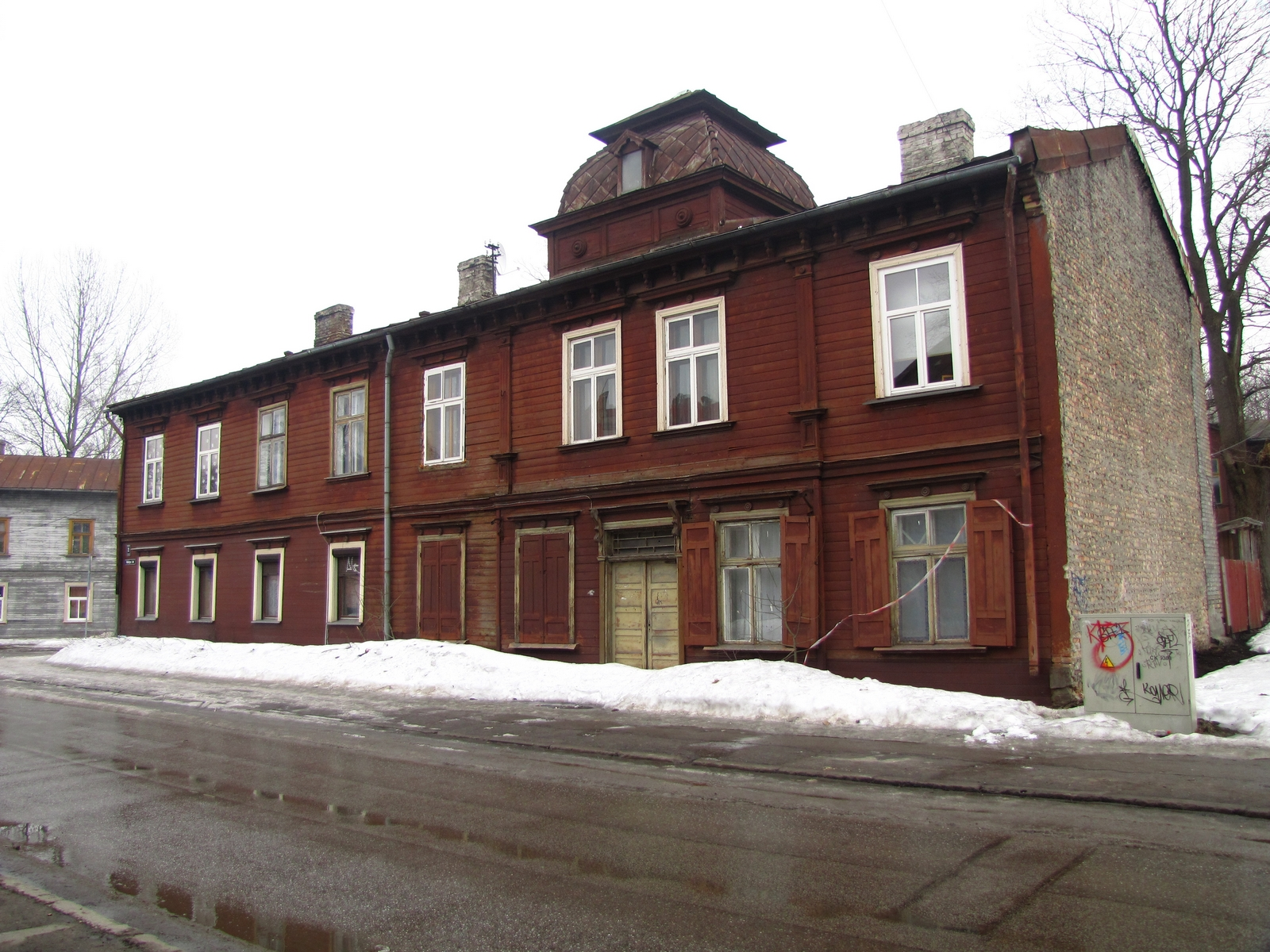
Kuldīgas iela 2
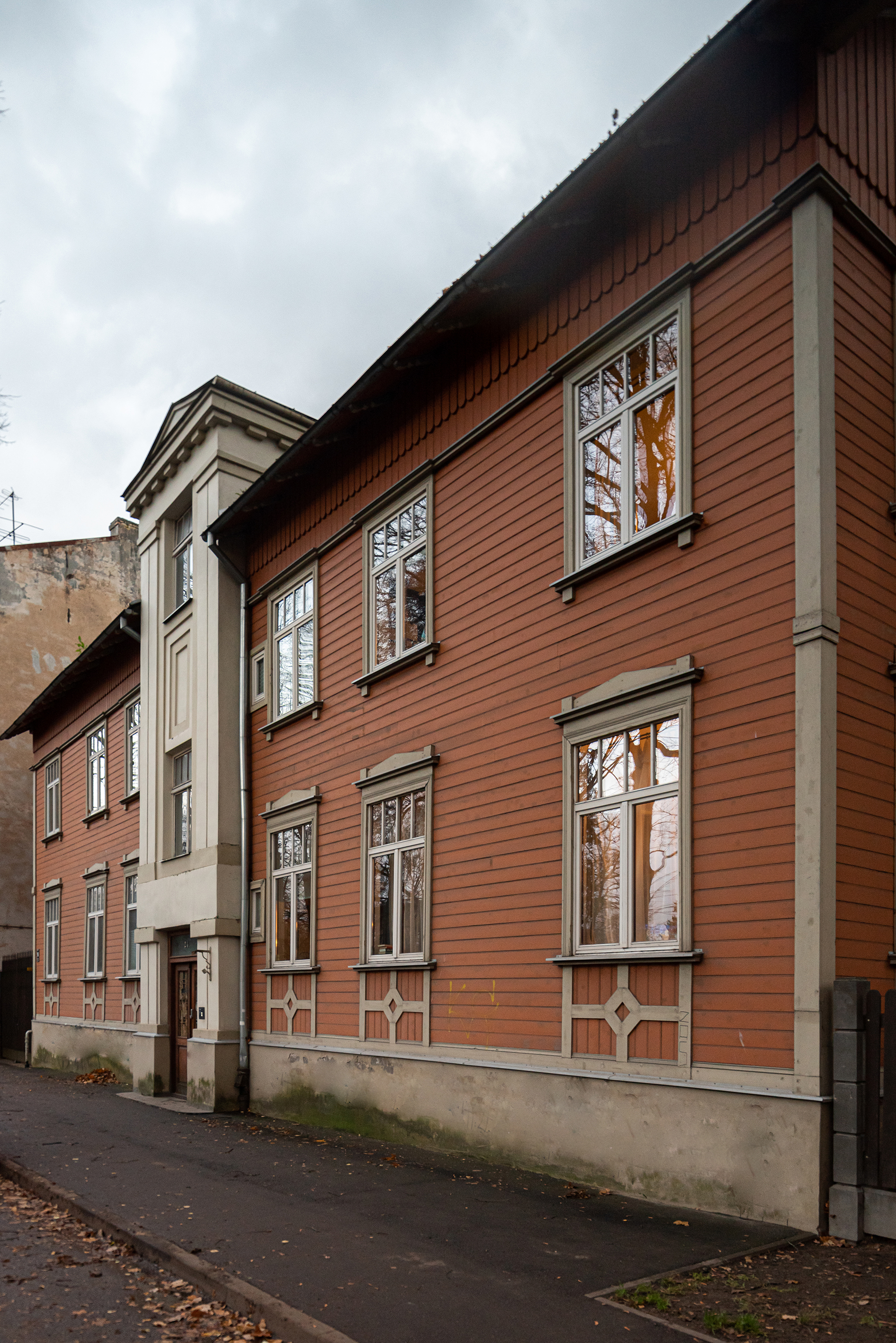
Kuldīgas iela 24
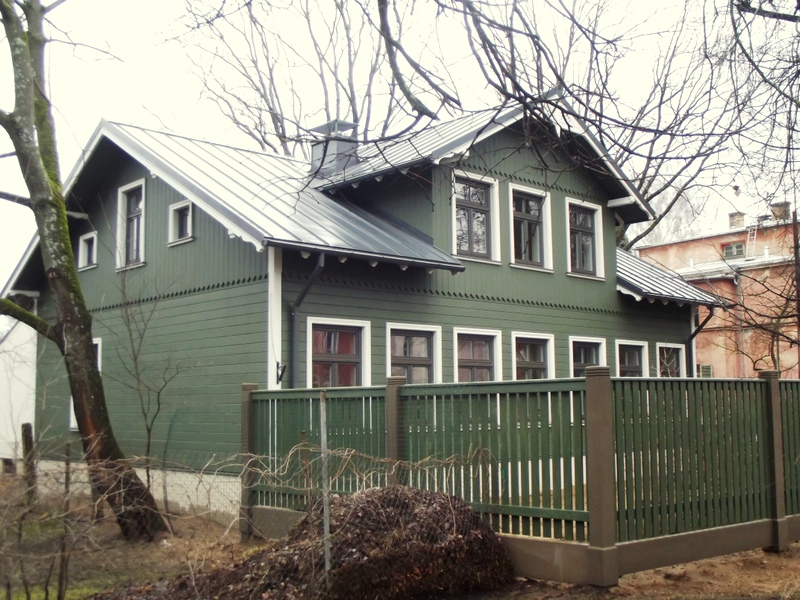
Kuldīgas iela 25

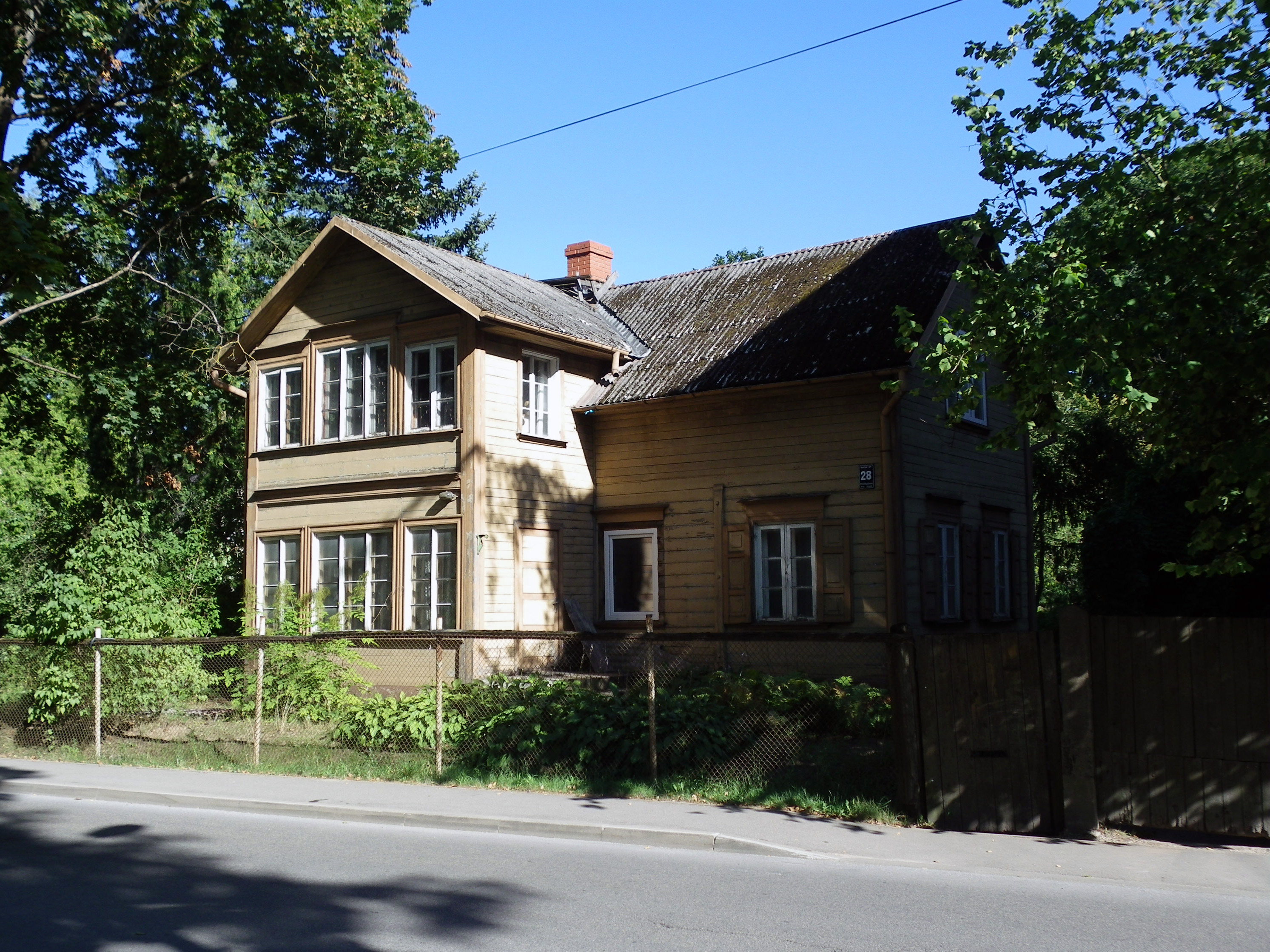
Kuldīgas iela 28
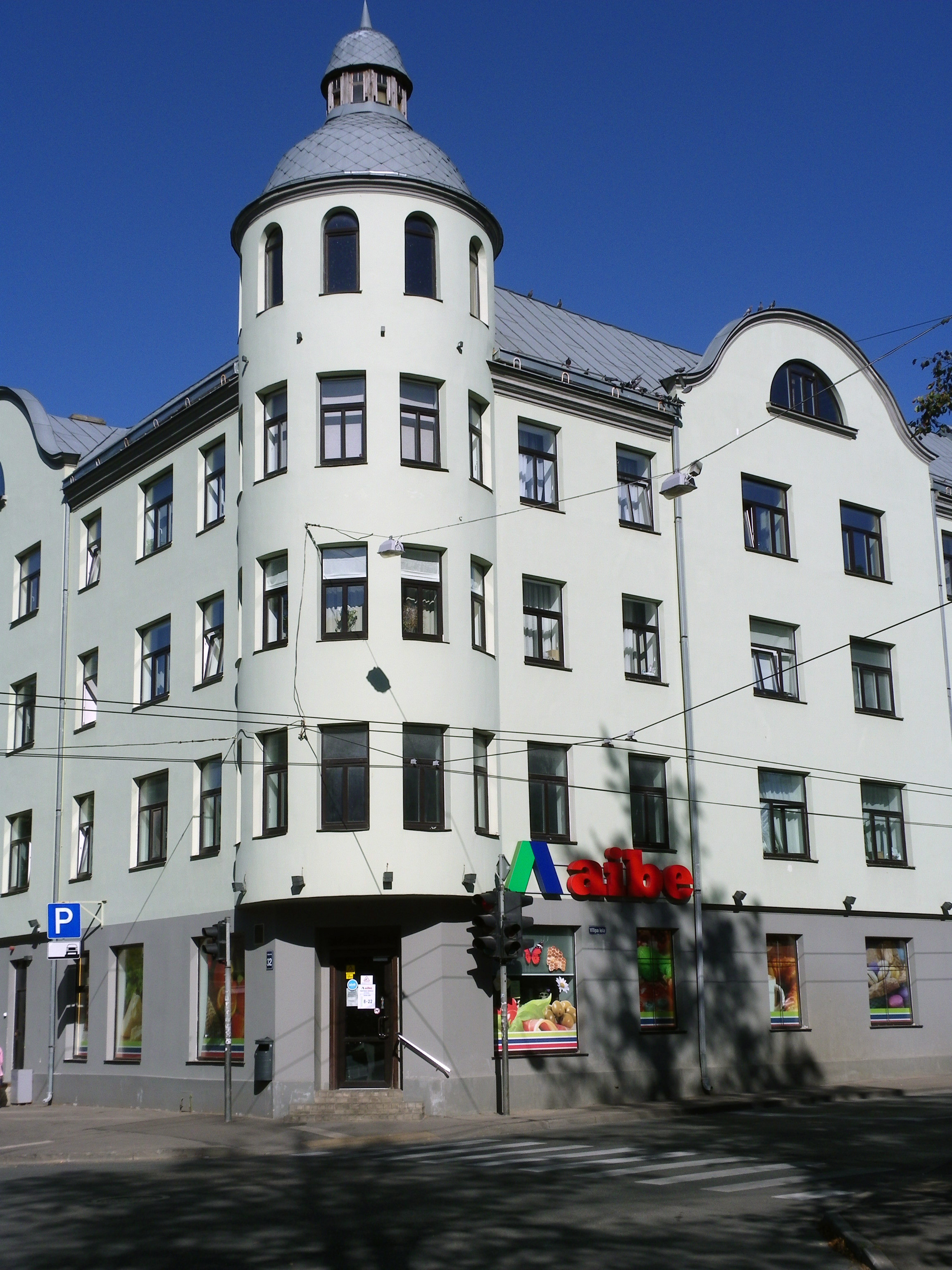
Kuldīgas iela 32
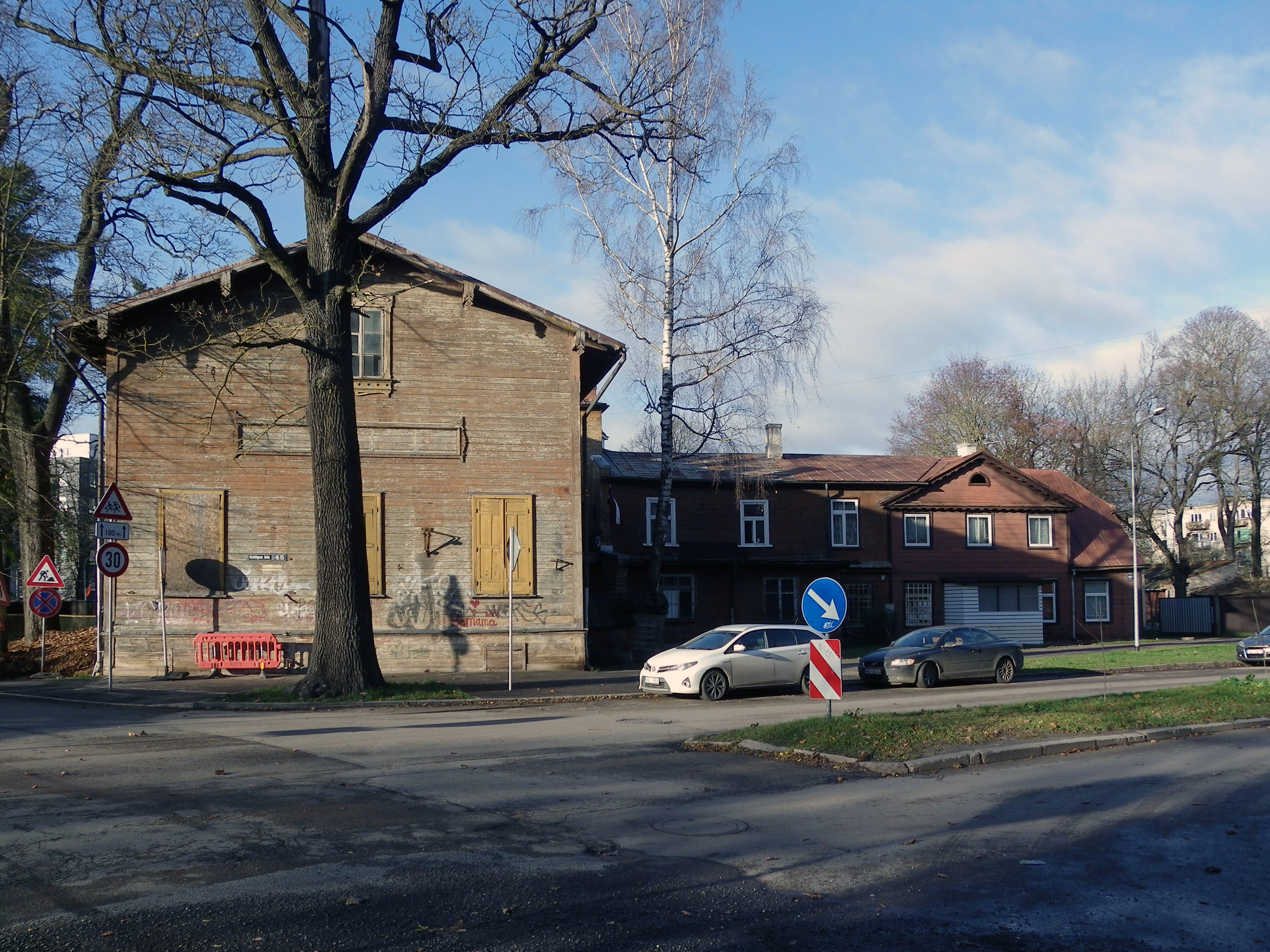
Kuldīgas iela 45A
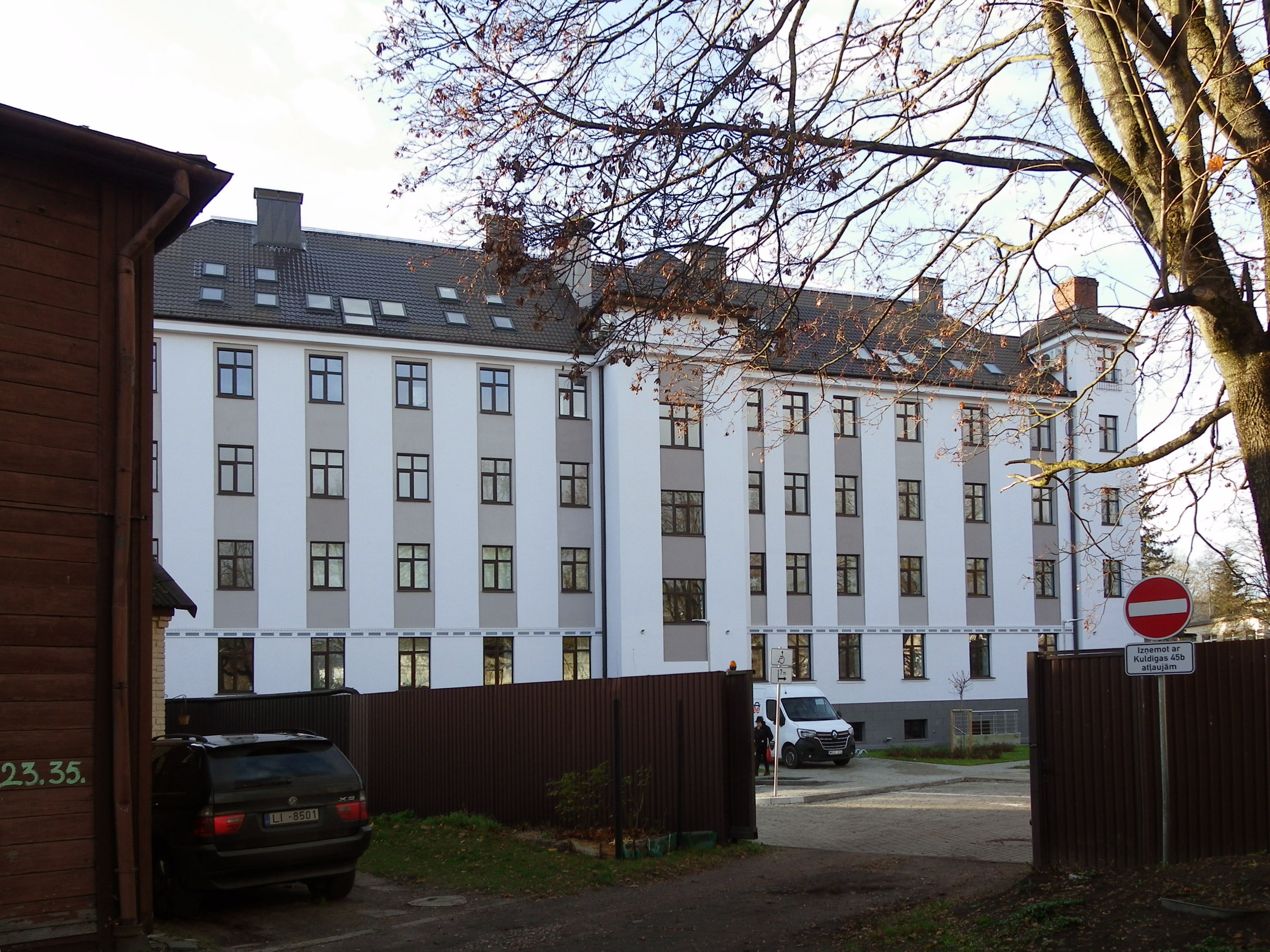
Kuldīgas iela 45B
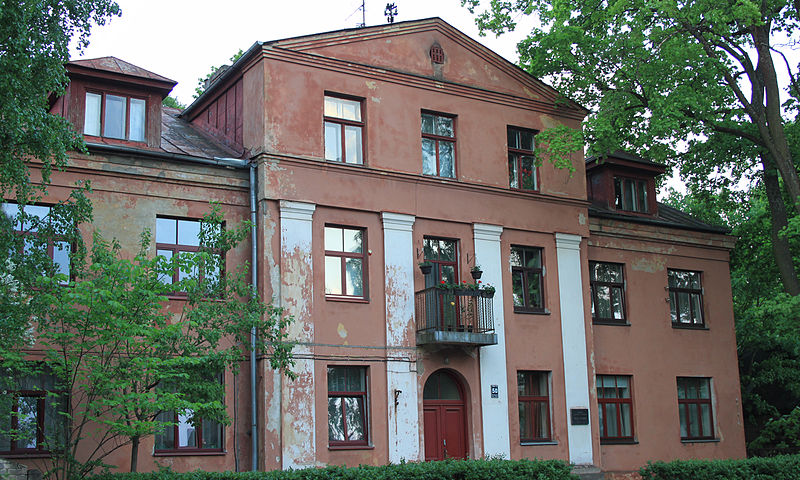
Kuldīgas iela  50